# دهستان جکیگور
دهستان جکیگور نام دهستانی بخش مرکزی شهرستان راسک، استان سیستان و بلوچستان در ایران است. 

## جمعیت
بر اساس سرشماری مرکز آمار ایران در سال ۱۳۹۵، جمعیت آن ۱۲۴۱۹ نفر (۳۱۵۵ خانوار) بوده‌است.

## رتبه در استان
هم اکنون دهستان جکیگور با جمعیت ۱۲,۴۱۹ نفر طبق آمار رسمی سرشماری عمومی نفوس و مسکن سال 95 مرکز آمار ایران از ۱۲ بخش استان سیستان و بلوچستان جمعیت بیشتری دارد که در جدول زیر آمده است.
| ردیف | نام بخش   | نام شهرستان | جمعیت سال ۱۳۹۵ |
| ---- | --------- | ----------- | -------------- |
| ۱    | بزمان     | ایرانشهر    | ۱۱٬۸۲۷ نفر     |
| ۲    | دامن      | ایرانشهر    | ۱۱٬۳۹۲ نفر     |
| ۳    | کیشکور    | سرباز       | ۱۱٬۲۷۶ نفر     |
| ۴    | نازیل     | تفتان       | ۱۱٬۰۹۶ نفر     |
| ۵    | تیمورآباد | هامون       | ۱۱٬۰۶۹ نفر     |
| ۶    | بیرک      | مهرستان     | ۱۱٬۰۵۷ نفر     |
| ۷    | خمک       | زهک         | ۱۱٬۰۳۷ نفر     |
| ۸    | جزینک     | زهک         | ۱۰٬۶۶۷ نفر     |
| ۹    | گوهرکوه   | تفتان       | ۱۰٬۰۷۸ نفر     |
| ۱۰   | ریگ ملک   | میرجاوه     | ۹٬۲۰۲ نفر      |
| ۱۱   | کاروان    | زرآباد      | ۸٬۹۸۳ نفر      |
| ۱۲   | کله گان   | گلشن        | ۶٬۹۶۲ نفر      |